# Live at the Whisky a Go-Go on the Fabulous Sunset Strip
Live at the Whisky a Go-Go on the Fabulous Sunset Strip è il primo album discografico dal vivo degli X.

## Descrizione
La performance ebbe luogo in più giorni tra il 13 e il 16 dicembre 1987 durante il tour successivo all'uscita di See How We Are nel Whisky a Go Go, locale che aveva visto il gruppo intraprendere i primi passi della sua carriera.

## Tracce
(John Doe, Exene Cervenka) tranne dove indicato.
1. Los Angeles-2:54
2. House that I Call Home -2:33
3. The New World - 3:00
4. Around my Heart - 4:19
5. Surprise Surprise - 2:44
6. Because I do - 2:22
7. Burning House of Love - 4:22
8. My Goodness - 4:05
9. Blue Spark - 2:13
10. The Once Over Twice - 2:35
11. In the Time it Takes - 2:55
12. Devil Doll - 4:27
13. Hungry Wolf - 3:51
14. Just Another Perfect Day- 4:33
15. Unheard Music - 4:10
16. Riding with Mary - 3:45
17. The World is a Mess - 3:33
18. True Love - 2:36
19. White Girl - 3:40
20. Skin Deep town - 3:16
21. So Long - 4:00  ( Woody Guthrie )
22. The Call of the Wreckin' Ball - 4:35  ( John Doe, Dave Alvin )
23. Year 1 - 1:16
24. Johnny Hit & Run Paulene - 3:32

### Formazione
- Exene Cervenka - voce
- John Doe - basso, voce
- Tony Gylkison - chitarra
- D.J.Bonebrake - batteria